# Oakland Acres (Iowa)
Oakland Acres est une ville du  comté de Jasper, en Iowa, aux États-Unis. Elle est incorporée le 22 janvier 1875.

## Source de la traduction
- (en) Cet article est partiellement ou en totalité issu de l’article de Wikipédia en anglais intitulé « Oakland Acres, Iowa » (voir la liste des auteurs).